# Fonds de régulation des recettes
Le fonds de régulation des recettes (FRR) est un fonds souverain algérien créé en 2000 dont le but est de gérer les excédents budgétaires liés aux exportations d'hydrocarbures.
Le fonds compte 32,5 milliards $ d'actifs sous gestion à fin juin 2015.
Après la forte baisse des cours du pétrole en 2014, le recul de la fiscalité pétrolière a généré des déficits budgétaires répétés, entraînant la consommation de la totalité de l'épargne du Trésor. Le fonds de régulation des recettes s'est totalement épuisé en février 2017, avant de remonter progressivement à un solde de 30 milliards $ en septembre 2024.
Le FRR est le 3e plus gros fonds souverain d'Afrique, après ceux de la Libye et de l'Éthiopie. 

## Évolution du FRR
Évolution des disponibilités avant prélèvement du fonds de régulation des recettes en millions de DA,,
| 2000    | 2001    | 2002    | 2003    | 2004    | 2005      | 2006      | 2007      | 2008      | 2009      | 2010      | 2011      | 2012      | 2013      | 2014      | 2015      | 2016    |
| ------- | ------- | ------- | ------- | ------- | --------- | --------- | --------- | --------- | --------- | --------- | --------- | --------- | --------- | --------- | --------- | ------- |
| 453 200 | 356 000 | 198 000 | 476 900 | 944 400 | 2 090 525 | 3 640 686 | 4 669 893 | 5 503 669 | 4 680 700 | 5 634 800 | 7 143 157 | 7 917 012 | 7 695 983 | 4 408 500 | 2 072 500 | 740 000 |